# Erich Pack
Erich Pack (* 11. August 1895 in Barmen; † 23. Juli 1958 in Gundelsheim) war ein deutscher Kommunalpolitiker der NSDAP. Er war von 1933 bis 1945 Oberbürgermeister der Stadt Göppingen.

## Leben und Wirken
Pack war Leiter der Gießerei der Firma L. Schuler AG. Zum 1. November 1931 trat er der NSDAP bei (Mitgliedsnummer 723.874) und war Ortsgruppenleiter der Partei in Göppingen. Im Herbst 1933 erfolgte seine Ernennung zum Oberbürgermeister von Göppingen.
Während seiner Amtszeit wurde die jüdische Bevölkerung der Stadt massiv unterdrückt und auszurotten versucht. Er rief ihnen auf dem Weg zum Bahnhof hinterher: „Fahrt in die Hölle, Saupack“. Von der Brandstiftung der Synagoge in Göppingen durch SA-Männer am Abend des 9. Novembers 1938 hat er nach Aussage vor Gericht erst am nächsten Morgen erfahren. An der sogenannten Arisierung jüdischer Geschäfte war er aktiv beteiligt.
Am 19. April 1945 wurde Pack seines Amtes enthoben.